# テイスパス (アルメニア神話)

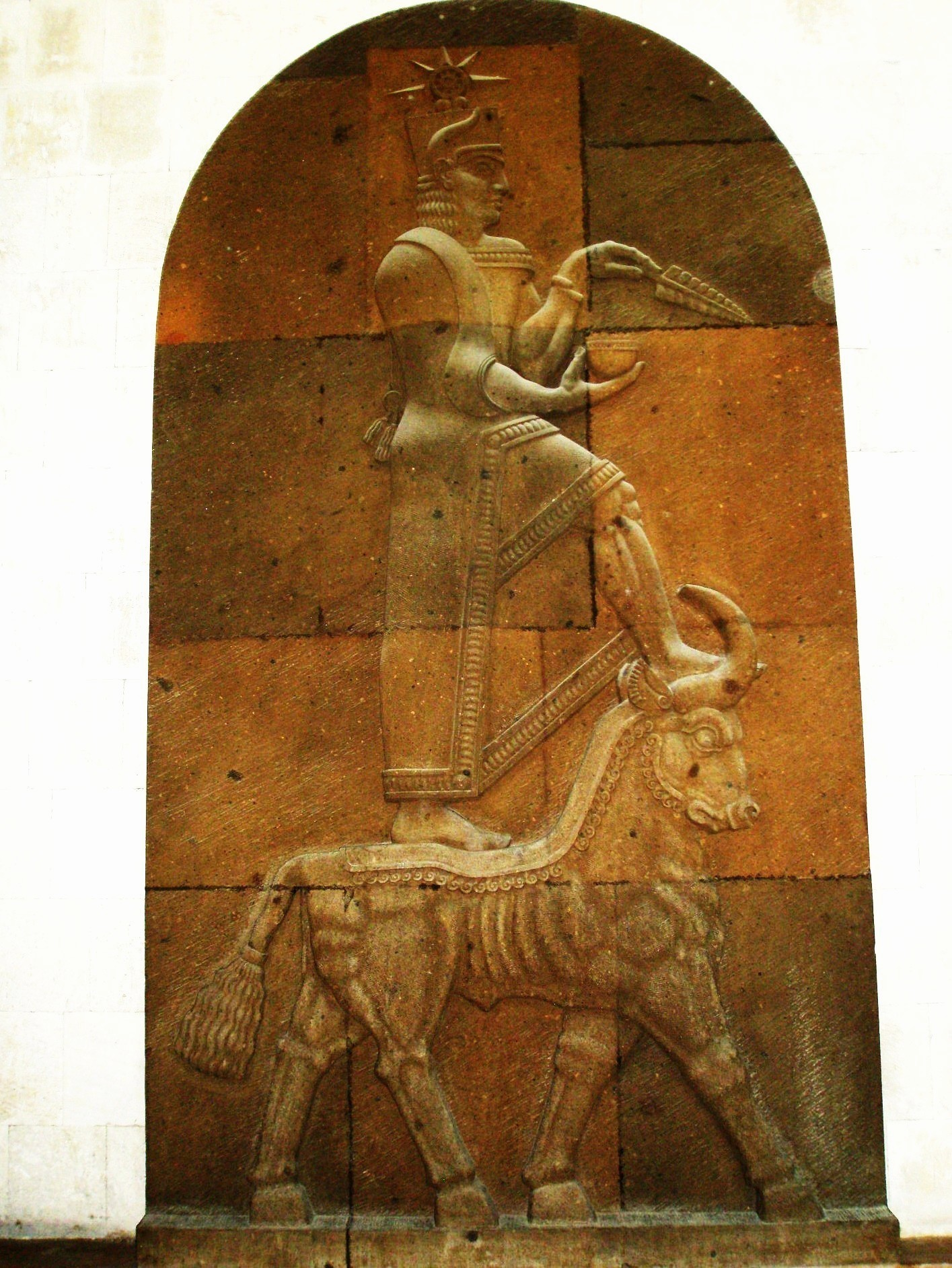
Teishebaの壁画. Erebouni Fortress Museum: Yerevan, Armenia

テイスパス（TheispasもしくはTeisheba、Teišeba）はクメヌで信仰されたアルメニア神話における天候の神で、嵐と雷を司るとされており、時には戦争の神ともなる。ハルディとシヴィニと共に、ウラルトゥの三大最高神と崇められた。古代アララトの街、テイセバ（Teyseba）とテイシェバイニ（Teishebaini）の由来元。アッシリア神話におけるアダド、ヒンドゥー教のインドラおよびフルリ神話のテシャブに相当する。多くの場合は雄牛の上に立つ、稲妻を握った成人男性として描かれる。配偶神はフルリ神話の女神であるヘバトに相当するフバである。